# وال‌گرانده
وال‌گرانده (به اسپانیایی: Vallegrande) یک منطقهٔ مسکونی در بولیوی است که در استان وال‌گرانده واقع شده‌است. والاگراندی ۶٬۰۰۰ نفر جمعیت دارد و ۲٬۰۳۰ متر بالاتر از سطح دریا واقع شده‌است.